# The Crew Motorfest
The Crew Motorfest es un videojuego de carreras lanzado en 2023. Es la tercera entrega de la saga The Crew desarrollada por Ubisoft Ivory Tower y distribuida por Ubisoft, la primera desde The Crew 2 de 2018. Estará ambientada en las islas hawaianas de Oahu y Maui, y, por lo tanto, será la primera entrega ambientada fuera de los Estados Unidos continentales.

## Jugabilidad
El mapa de The Crew Motorfest está basado en la isla de Oahu, Hawái. Dicha isla ya está presente en el videojuego de 2006 Test Drive Unlimited, del cual The Crew es considerado un sucesor espiritual. Por otro lado, contará con aviones y barcos además de automóviles, al igual que su predecesor. La isla de Maui fue añadida en una expansión en octubre de 2024.
Tiene como temática un festival que servirá como área principal para acceder a los distintos eventos del juego, que es similar al de la saga Forza Horizon. Su jugabilidad es similar a la de los juegos anteriores de la serie, presentando funciones multijugador en línea, además de poder controlar vehículos distintos a los automóviles, como aviones y barcos.
La parte principal del juego son las Playlists, que consisten en una serie de eventos organizados, actividades secundarias y desafíos. Cada una tiene una temática diferente, como coches clásicos, americanos y colaboraciones con influencers como Supercar Blondie o Donut Media y empresas como Red Bull o Lamborghini.
Los modos multijugador incluyen Grand Race y Demolition Royale. La Grand Race es una carrera larga de aproximadamente 10 minutos con hasta 28 jugadores en línea, divididos en tres secciones para tres tipos de vehículos. Las secciones y niveles de cada carrera se eligen aleatoriamente y cambian cada 30 minutos, mientras que la ruta de la carrera es aleatoria para cada carrera. Demolition Royale es el modo battle royale del juego, basado en el derbi de demolición, donde hasta 32 jugadores se dividen en equipos con el objetivo principal de conducir sus vehículos de demolición para destruir a los corredores de otros equipos en una zona segura cada vez más pequeña. En la zona segura aparecen potenciadores como escudos y salud.
El Main Stage consiste en un tema mensual con recompensas únicas, niveles y un ránking en línea. Cada Main Stage se dividen semanalmente en Summit Contest, un evento temático donde los jugadores compiten en nueve desafíos (seis carreras y tres hazañas) para ganar puntos y premios. Los 10000 jugadores con más puntos reciben un premio exclusivo, como vehículos. El nombre del jugador en primer lugar cada semana será grabado en una estrella para que todos los jugadores lo vean en la Carpa del Festival, donde todos los jugadores se suben al iniciar una sesión. Junto a cada Summit Contest se realiza un Custom Show de la misma temática, un concurso de personalización de vehículos.
Al igual que sus dos predecesores, The Crew Motorfest requiere una conexión a Internet constante para jugar, pero en septiembre de 2024, Ubisoft anunció que este juego tendrá un modo fuera de línea luego de la reacción de los jugadores y críticos por el cierre y la revocación de la licencia del primer juego.

## Desarrollo y lanzamiento
Motorfest comenzó como una expansión DLC para The Crew 2 de Ubisoft Ivory Tower, aunque esto cambió cuando varias ideas para modificar la estructura de progresión no eran compatibles con el motor de juego actual.
Se conocía internamente como Project Orlando durante su desarrollo hasta octubre de 2022, cuando se filtraron el título y la ambientación del juego.
El tráiler anticipado se publicó el 31 de enero de 2023. Ese mismo día se anunció la novedosa localización del videojuego y las plataformas en las que será publicado. El periodo de pruebas cerrado de Motorfest para PC comenzó el 1 de febrero de 2023, y las pruebas para consolas se iniciaron posteriormente.
El juego se lanzó el 14 de septiembre de 2023. Críticos destacaron las similitudes entre Motorfest y los dos primeros juegos de Test Drive Unlimited (2006 y 2011), en los que varios desarrolladores de Ivory Tower trabajaron previamente y que también comparten O'ahu como escenario principal.
En el Ubisoft Forward 2024, celebrado el 10 de junio, Ubisoft anunció que The Crew Motorfest incluiría otra isla hawaiana, Maui. Se publicó en noviembre de 2024.

## Recepción
Según Metacritic, The Crew Motorfest recibió críticas generalmente favorables, mientras que la opinión de los usuarios fue mixta. En Japón, cuatro críticos de Famitsu le dieron al juego una puntuación total de 35 sobre 40. El juego fue nominado a "Mejor Juego de Deportes/Carreras" en The Game Awards 2023.
Se estrenó como el segundo juego más vendido de la semana en el Reino Unido. También se convirtió en el título de la serie con mayor venta.